# Merluccius senegalensis
Merluccius senegalensis är en fiskart som beskrevs av Cadenat, 1950. Merluccius senegalensis ingår i släktet Merluccius och familjen kummelfiskar. Inga underarter finns listade i Catalogue of Life.